# بوفا!
بوفا! (انگلیسی: Bopha!) فیلمی در ژانر درام به کارگردانی مورگان فریمن است که در سال ۱۹۹۳ منتشر شد.

## بازیگران
- دنی گلاور
- مالکوم مک‌داول
- الفری وودارد
- ماریوس ویرز
- مینارد ازیاشی
- آلفونسو فریمن

## نسخه دی وی دی
این فیلم به صورت دی وی دی درسال ۲۰۰۵ منتشر شد و زمان آن ۱۱۴ دقیقه است که ۶ دقیقه از فیلم اصلی کمتر می‌باشد.